# Podchlazení
Podchlazení neboli hypotermie je stav, kdy teplota organismu poklesne pod úroveň potřebnou pro běžný metabolismus a fungování. U teplokrevných zvířat, včetně člověka, se za normálních podmínek teplota udržuje na stabilní úrovni. Hypotermie nastává, pokud vnitřní mechanismy těla nedokáží kompenzovat ochlazování vnějším prostředím.
Z medicínského hlediska se za podchlazení u člověka považuje nechtěný pokles teploty tělesného jádra pod 35°C.

## Příčiny podchlazení
- teplota okolí nižší než teplota těla, pobyt ve vodě, tonutí (zemřít na podchlazení lze i v tropickém moři 20 st teplém)
- vítr
- dehydratace, vyčerpání…

## První pomoc při podchlazení
Rozlišování mezi úrovněmi podchlazení podle teploty jádra jsou v praxi nepoužitelné. Vyžadují teploměr, který měří nízké teploty (25-35 st), nejlépe s rektální (konečníkovou) sondou. Třes rovněž není spolehlivým vodítkem — jeho přítomnost je závislá na energetických rezervách organismu.

### Lehké podchlazení
Podchlazený reaguje na oslovení, je schopen se sám pohybovat. Většinou tak nečiní, zaujímá "hibernační" polohu, pohybovat se odmítá. Základním příznakem podchlazení je, když se o sebe přestaneme starat
- Cukr — teplý nápoj s jednoduchými cukry, rychle vstřebatelnými i spalitelnými
- Bič — přinucení k vlastnímu pohybu — nejsnáze dostupný zdroj tepla je naše aktivní svalstvo
- Pokud je dostupné, je možno použít vnější zahřívání. V případě nemožnosti použití jiných technik, je možno umístit postiženého do spacího pytle se zdravou osobou.
- Nástup třesu je nutno hodnotit jako snahu organismu o tvorbu tepla, ale třes velmi vyčerpává — je třeba dodat energii a zlepšit tepelnou izolaci.

### Těžké podchlazení
Podchlazený nereaguje na oslovení ani na lehký bolestivý podnět, nehýbe se. Životní projevy jsou minimálně znatelné. Tělesná teplota pod cca 32 stupňů Celsia, třes slábne nebo chybí.
- Nemanipulovat s končetinami, netřít, nepoužívat celkové vnější zahřívání (sálavé teplo může způsobit těžké popáleniny), zejména nezahřívat horkou lázní — došlo by k roztažení cév na povrchu těla s nejstudenější krví, a jejímu proudění do srdce s rizikem zástavy.
- Prevence dalších tepelných ztrát — kvalitní tepelná izolace — střídání prodyšných tepelně izolačních vrstev (spací pytle) s neprodyšnými voděodolnými vrstvami (igelit, izolační fólie (izotermická fólie), stanové tropiko). Hlavní pozornost je nutno věnovat ztrátám vedením do země (izolační podložka) a sáláním hlavou (dobře zakrýt).
- Nechat podchlazeného zahřívat se zbytky vlastního tělesného tepla, které je schopen tvořit, pokud podchlazení není pod kritickou úrovní
- Pokud je možná evakuace (nevedla by k ještě většímu podchlazení), transport do lepších podmínek a nemocnice

Proces zahřátí podchlazeného může trvat značně dlouho.
Při ztrátě životních funkcí (nehmatný tep a neznatelný dech) je třeba pacienta vždy nejprve ohřát, než je prohlášen za mrtvého.

### Limit smrti
Za limit, kdy již člověk není schopen života, se považuje tělesná teplota 25 °C.